# Ed Smith Stadium
 (mars 2025).
Le Ed Smith Stadium est un stade de baseball situé à Sarasota en Floride. 
Cette enceinte inaugurée en 1989 est utilisée depuis 1997 par la franchise de MLB des Cincinnati Reds afin de préparer ses saisons pendant les mois de février et de mars. Les Chicago White Sox (1989-1997) et les Baltimore Orioles (1989-1991) utilisent ce stade avant 1997.
Les Sarasota Reds qui évoluent en Florida State League utilisent ce stade le reste de la saison.
Dimensions du terrain : champ gauche 340 ft., champ centre 400 ft. et champ droit 340 ft.